# Comuna Semenivka, Obuhiv
Semenivka (în ucraineană Семенівка) este o comună în raionul Obuhiv, regiunea Kiev, Ucraina, formată din satele Kuli și Semenivka (reședința).

## Demografie
Componența lingvistică a comunei Semenivka
     Ucraineană (99,34%)
     Alte limbi (0,66%)
Conform recensământului din 2001, majoritatea populației comunei Semenivka era vorbitoare de ucraineană (99,34%), existând în minoritate și vorbitori de alte limbi.